# Günter Friedrich

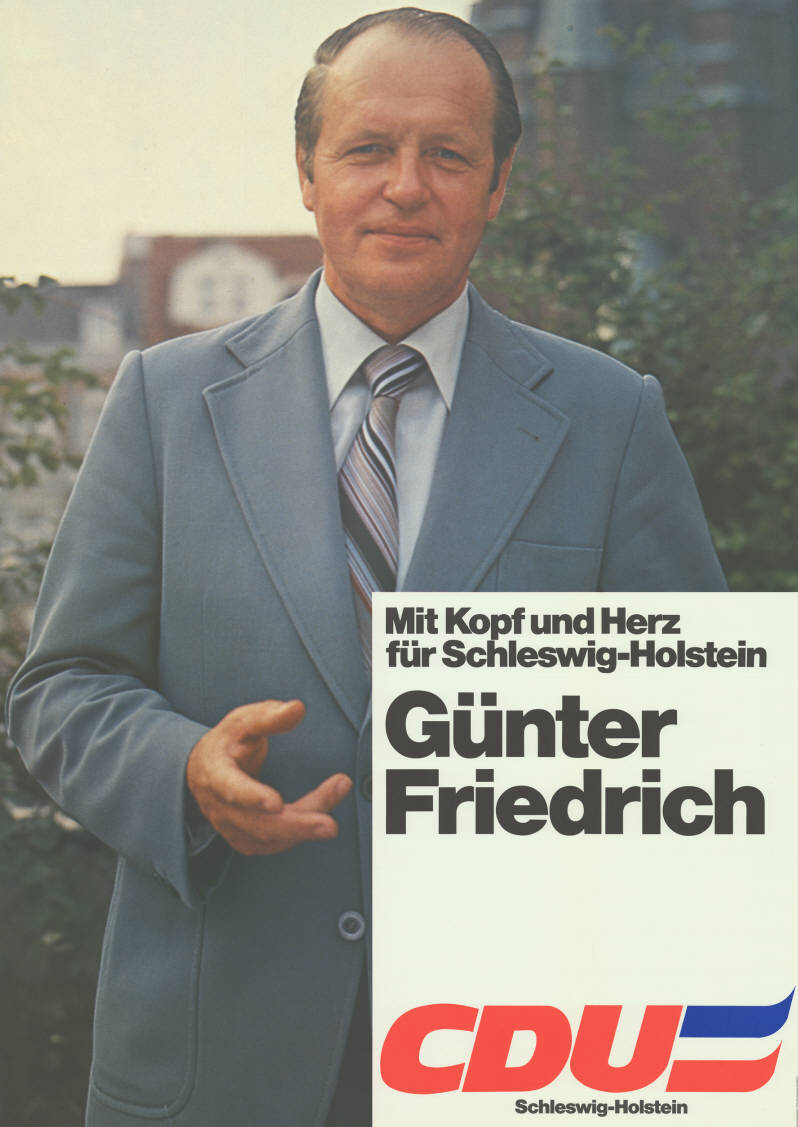
Kandidatenplakat zur Landtagswahl in Schleswig-Holstein 1979

Günter Friedrich (* 17. Mai 1925 in Ritzow, Kreis Stolp, Provinz Pommern; † 4. Dezember 2014 in Elmshorn, Schleswig-Holstein) war ein deutscher Politiker (CDU). Er war von 1967 bis 1983 und von 1985 bis 1987 Mitglied des Landtags von Schleswig-Holstein.

## Leben und Beruf
Nach der Volksschule besuchte Günter Friedrich die Oberschule und schloss mit dem Abitur ab. Am 13. Januar 1943 beantragte er die Aufnahme in die NSDAP und wurde zum 20. April desselben Jahres aufgenommen (Mitgliedsnummer 9.432.991). Danach absolvierte er von 1948 bis 1950 eine Lehre im Maurerhandwerk, anschließend ein berufspädagogisches Studium an der Universität Hamburg. Er legte 1953 sein Erstes und 1955 das Zweite Examen für das Lehramt an Berufsschulen ab. Von 1953 bis 1971 war er im Schuldienst des Landes Schleswig-Holstein tätig. Friedrich war seit 1959 Reservist der Bundeswehr und wurde bis 1973 bis zum Oberstleutnant der Reserve befördert.
Friedrich engagierte sich ehrenamtlich unter anderem von 1966 bis 1983 als Kirchenältester und Propstei-Synodaler der Propstei Rantzau, er war Bundesvorstandsmitglied der Pommerschen Landsmannschaft und von 1990 bis 1999 Sprecher der Pommerschen Landsmannschaft. In dieser Eigenschaft setzte er sich nachdrücklich für die Verständigung mit Polen ein. Er war ferner Vorsitzender der Ostseegesellschaft und bis 2007 jahrelanges Mitglied der Stolper Heimatkreisausschüsse, 2008 wurde ihm die Ehrenmitgliedschaft verliehen.
Friedrich war evangelisch-lutherischer Konfession, verheiratet und Vater von fünf Kindern.

## Politik
1959 wurde er Stadtverordneter in Elmshorn. Von 1962 bis 1974 und von 1978 bis 1982 war er Stadtrat, in den Jahren 1966 bis 1968 sowie 1981 und 1982 war er CDU-Fraktionsvorsitzender im Stadtverordnetenkollegium. Von 1974 bis 1978 und wieder von 1982 bis 1986 war er Elmshorner Bürgervorsteher. Von 1962 bis 1966 war er zudem Mitglied des Kreistags Pinneberg.
Bei der Landtagswahl am 23. April 1967 wurde Friedrich als Direktkandidat der CDU im Wahlkreis 18 (Elmshorn) zum ersten Mal in den schleswig-holsteinischen Landtag gewählt. Bei den Wahlen in den Jahren 1971, 1975 und 1979 konnte er den Wahlkreis jeweils wieder gewinnen und sein Mandat behaupten. Er war somit vom 16. Mai 1967 bis zum 12. April 1983 ununterbrochen Mitglied des Landtags. Nachdem er 1983 aus dem Landtag ausgeschieden war, war er bis 1984 Referent im Kultusministerium. Am 14. Januar 1985 wurde er als Nachrücker nochmals Landtagsabgeordneter, bis er zum Ende der Legislaturperiode am 2. Oktober 1987 aus dem Parlament ausschied. Im Landtag war Friedrich Mitglied zahlreicher Ausschüsse, Untersuchungsausschüsse und Gremien, unter anderem war er Vorsitzender des Eingabenausschusses von 1975 bis 1983, Mitglied in den Ausschüssen für Jugend und Sport, Jugendfragen bzw. Kultur, Jugend und Sport während seiner gesamten Zeit als Abgeordneter, im Volksbildungsausschuss von 1967 bis 1979, sowie im Landeswahlausschuss von 1971 bis 1983.
Friedrich nahm am 23. Mai 1979 an der 7. Bundesversammlung teil, bei der Karl Carstens zum Bundespräsidenten gewählt wurde.

## Ehrungen
- Freiherr-vom-Stein-Medaille des Landes Schleswig-Holstein
- Bundesverdienstkreuz am Bande
- 1983: Bundesverdienstkreuz 1. Klasse
- 1998: Verdienstmedaille der Stadt Elmshorn für sein kommunalpolitisches Engagement[5]